# De Kraai (korenmolen)

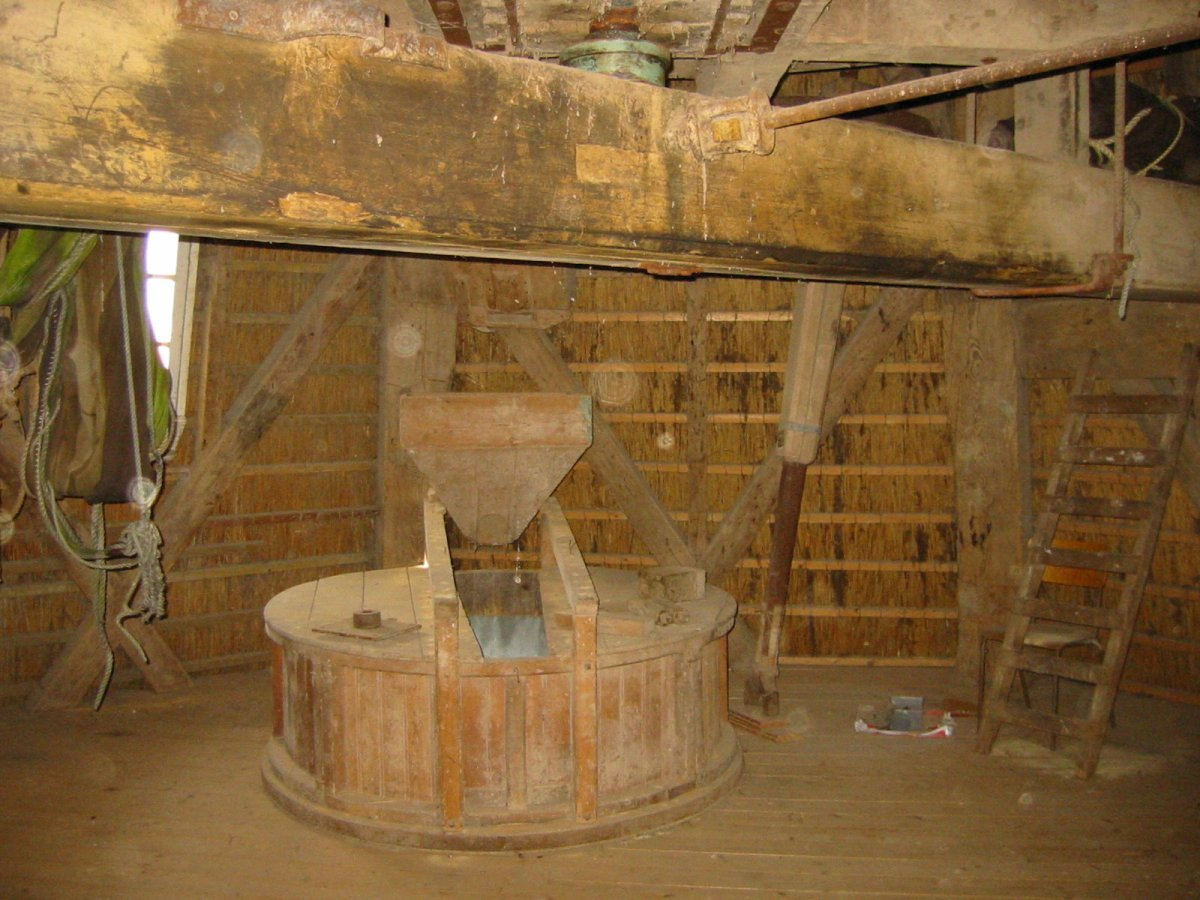
Deel van het interieur.

De Kraai is een korenmolen in Westbroek in de provincie Utrecht.
De molen werd in 1880 gebouwd. Dit ter vervanging van een wipkorenmolen. Deze wipmolen was eigendom van de familie Schuurman sinds 1877. Sinds 2017 is de heer A. Colijn eigenaar van de molen. Bij de bouw van de molen werd gebruikgemaakt van een molen uit 1839 afkomstig uit Amsterdam. In 1958 werd bij een grote restauratie de molen voorzien van zelfzwichting en geschikt gemaakt voor elektriciteitsopwekking. Hierdoor is het oorspronkelijke gangwerk van de molen grotendeels verloren gegaan. Erg succesvol was het systeem niet en de molen kwam dan ook stil te staan. In 1995 werd het wiekenkruis teruggerestaureerd naar het Oudhollands systeem met zeilen en kwam de molen weer af en toe op vrijwillige basis in bedrijf. Sinds circa 2004 stond de molen wegens achterstallig onderhoud stil. Eind juni 2008 werd bekend dat de molen een subsidie kreeg toegewezen waarmee de molen kon worden gerestaureerd. Medio 2011 was men met de restauratie bezig, die in 2012 werd afgerond. Op 25 juni 2012 werd er proefgemalen. Er is één maalkoppel met 17der (150 cm doorsnede) kunststenen met een gatenscherpsel aanwezig. In de molen is een molenwinkel aanwezig. De molen en de molenwinkel zijn op woensdagen en zaterdagen van 10.00 tot 16.00 uur geopend voor bezoek. De huidige molenaar is Ron Leeuwenkamp.